# Silley-Bléfond
Silley-Bléfond è un comune francese di 77 abitanti situato nel dipartimento del Doubs nella regione della Borgogna-Franca Contea.

## Società

### Evoluzione demografica
Abitanti censiti